# Eugenia craveniana
Eugenia craveniana är en myrtenväxtart som beskrevs av Neil Snow och Peter G.Wilson. Eugenia craveniana ingår i släktet Eugenia och familjen myrtenväxter. Inga underarter finns listade i Catalogue of Life.